# Trattati di Stoccolma
I trattati di Stoccolma furono una serie di accordi stipulati tra il 1719 ed il 1720 che posero fine alla guerra tra la Svezia e l'alleanza composta da Prussia e Hannover.
Diversi aspetti del conflitto che erano rimasti irrisolti vennero discussi nei due trattati: il trattato di Frederiksborg tra Svezia e Danimarca-Norvegia nel 1720, che fu un puro rinnovare le condizioni del trattato di Copenaghen, l'accordo di Malmö del 1662, il trattato di Fontainebleau del 1679 e del trattato di Lund (redatto a Stoccolma nel 1679); ed il trattato di Nystad tra Svezia e Impero russo nel 1721.
Federico I iniziò i negoziati per i trattati di Stoccolma a seguito della morte di re Carlo XII di Svezia nel 1718.

## Il trattato con l'Hannover
Nel trattato con l'Elettorato di Hannover del 9 novembre 1719, la Svezia cedette il dominio di Brema-Verden.

## Il trattato con la Prussia
Il 21 gennaio 1720, la Svezia cedette la Pomerania svedese a sud del fiume Peene e ad est del fiume Peenestrom alla Prussia, incluse le isole di Usedom e Wollin, e le città di Stettino, Damm e Gollnow. Il trattato venne formalizzato nel 1720, e divenne effettivo quando Federico Guglielmo I di Prussia assunse ufficialmente il controllo dell'area il 29 maggio 1720 con patente regia. Le restanti parti della Pomerania svedese che rimanevano alla Svezia erano in realtà occupate dai danesi e vennero restaurati agli svedesi col trattato di Frederiksborg il 3 luglio 1720.